# Cristian Sanavia
Cristian Sanavia (Piove di Sacco, 27 febbraio 1975) è un ex pugile italiano, campione europeo dei pesi medi (2001-2002) e dei pesi supermedi (2007-2008) e mondiale WBC dei supermedi (2004).

## Biografia

### Carriera tra i dilettanti
Si avvicina al pugilato all'età di dieci anni presso la palestra Boxe Piovese alla guida del maestro Gino Freo. Nel 1995 Cristian Sanavia è medaglia d'argento nei pesi superwelter ai campionati italiani dilettanti dove perde in finale da Antonio Perugino un tiratissimo match finito pari al punteggio (5-5) e, pertanto, deciso dalle preferenze dei giudici. L'anno dopo conquista il titolo campione d'Italia battendo in finale Leonard Bundu. Nel 1997 vince la medaglia di bronzo ai Giochi del Mediterraneo a Bari, nella stessa categoria.

### Carriera tra i professionisti
Dopo il passaggio al professionismo nella categoria dei pesi medi, avvenuto alla fine del 1997, Sanavia conquista il titolo italiano lasciato vacante da Antonio Perugino, battendo ai punti Marco Dell'Uomo, il 19 giugno 1999 nella sua Piove di Sacco. Si conferma altre tre volte battendo sempre i suoi avversari prima del limite. Lascia il titolo italiano per combattere per il titolo intercontinentale WBU vacante, che conquista il 14 luglio 2000 a Caorle, battendo il sudafricano Andile Tshongolo.
Il 17 febbraio 2001, Sanavia conquista il titolo internazionale WBC dei pesi medi a Padova contro Jerry Elliot e lo difende una volta vittoriosamente. In dicembre, sempre a Padova, conquista la cintura vacante di campione europeo della stessa categoria, battendo ai punti il francese Morrade Hakkar in un tiratissimo match con verdetto contrastato (uno dei tre giudici si esprime per il pari). Nel maggio 2002 a Milano perde il titolo europeo nella rivincita con Hakkar, subendo la sua prima sconfitta per knock-out tecnico alla settima ripresa.
Sanavia passa alla categoria superiore dei pesi supermedi e, il 5 giugno 2004 a Chemnitz, conquista il titolo di campione mondiale WBC ai punti contro il pugile di casa Markus Beyer anche se con verdetto contrastato. Perde il titolo nel match di rivincita il 9 ottobre successivo, sempre in Germania, per KO alla sesta ripresa.
Tre anni dopo, il 1º giugno 2007 all'età di 32 anni, Cristian Sanavia torna ai vertici del pugilato conquistando la cintura europea dei pesi supermedi ad Ajaccio, sconfiggendo ai punti il pugile georgiano David Gogiya. Dopo aver conservato la cintura a Basilea grazie a un verdetto di parità contro il pugile locale Danilo Haussler, Sanavia perde il titolo nell'aprile 2008, sconfitto in Germania dal pugile tedesco Karo Murat, contro il quale perde anche la rivincita combattuta nel febbraio 2009, sempre in terra tedesca. 
Nel 2012 tenta nuovamente la scalata al titolo europeo dei supermedi ma è sconfitto a Frederikshavn dal forte britannico James DeGale per Kot al quarto round. Combatte ancora quattro vittoriosi match poi, nel 2015, annuncia il suo ritiro, a quarant'anni d'età.

### Dopo il ritiro
Lasciato il pugilato agonistico, Sanavia si dedica all'allenamento dei pugili alla palestra Asd New Boxe di Campolongo Maggiore. Non ha mai negato la sua appartenenza politica al partito di estrema destra Forza Nuova e di partecipare alle ronde notturne denominate "passeggiate per la sicurezza" da esso organizzate.